# Costifrons rufolineatus
Costifrons rufolineatus är en stekelart som först beskrevs av Cameron 1912.  Costifrons rufolineatus ingår i släktet Costifrons och familjen brokparasitsteklar. Inga underarter finns listade i Catalogue of Life.